# Halecium kofoidi
Halecium kofoidi är en nässeldjursart som beskrevs av Torrey 1902. Halecium kofoidi ingår i släktet Halecium och familjen Haleciidae. Inga underarter finns listade i Catalogue of Life.